# Anthon van Rappard
Anthon Gerard Alexander van Rappard (Zeist, 14 de mayo de 1858-Santpoort, 21 de marzo de 1892) fue un pintor y dibujante neerlandés. Fue discípulo de Lawrence Alma-Tadema y Jean-Léon Gérôme y durante cuatro años amigo y mentor de Vincent van Gogh, de quien se dice que le apreció por su compromiso social, entre otras razones.

## Biografía

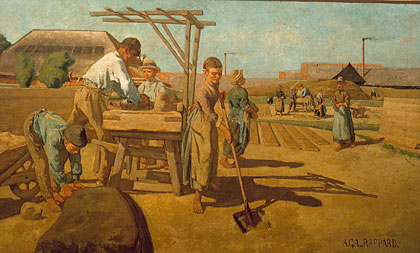
Trabajadores en una fábrica de ladrillos

De acuerdo con el RKD trabajó en París, Bruselas, Utrecht, Ámsterdam, y Terschelling antes de trasladarse a Santpoort. Estudió en la Rijksakademie de Ámsterdam y fue miembro de Arti et Amicitiae de Ámsterdam, Pulchri Studio de La Haya y otras sociedades artísticas.
Su correspondencia con Van Gogh entre los años 1881-1885 es una de las fuentes más importantes para trazar la biografía de Van Gogh. La obra de Van Rappard es reducida debido a su corta vida. 